# شهرستان ترانس انزویا
شهرستان ترانس انزویا (به لاتین: Trans-Nzoia County) یک شهرستان در کنیا است. شهرستان ترانس انزویا ۲٬۴۶۹٫۹ کیلومتر مربع مساحت و ۹۹۰٬۳۴۱ نفر جمعیت دارد.